# Timor portugués
Timor Portugués es el antiguo nombre (1702-1975) de Timor Oriental cuando estaba bajo administración portuguesa. Durante ese período, Portugal compartió la isla de Timor con las Indias Orientales Neerlandesas, y desde 1949 con Indonesia. 

## Historia
De comienzos del siglo XVI que se tiene registro de los primeros avistamientos y visitas descritas por los navegantes y comerciantes portugueses a la isla de Timor, particularmente entre 1509 y 1511 en la búsqueda de nuevas rutas marítimas y productos orientales. Los primeros asentamientos portugueses fueron fundados por los militares al servicio del Imperio portugués, en compañía de religiosos católicos, quienes como misioneros, se encargaron de iniciar la labor evangelizadora en la isla. En 1556, un grupo de frailes dominicos se estableció en Lifau, el cual es considerado como el primer asentamiento portugués en la isla.
A pesar de que Portugal fue neutral durante la Segunda Guerra Mundial, en diciembre de 1941, Timor Portugués fue ocupado por fuerzas australianas y neerlandesas, quienes esperaban una invasión por parte del Imperio japonés. Cuando los japoneses ocuparon Timor, en febrero de 1942, los Aliados (conjuntamente con voluntarios timorenses) se les enfrentaron en una guerrilla durante la llamada "batalla de Timor". El enfrentamiento dio como resultado la muerte de un número indeterminado de timorenses (entre 40 000 y 70 000) y de 81 portugueses. 
Tras 1949, las Indias Orientales Neerlandesas se independizaron bajo el nombre de Indonesia. En 1975, Timor Portugués declaró unilateralmente su independencia y cambió su nombre a Timor Oriental. Esta acción fue seguida de una invasión y anexión por parte de Indonesia, la cual no fue reconocida por las Naciones Unidas.
Desde el punto de vista portugués, fue técnicamente el 20 de mayo de 2002 cuando Timor Portugués dejó de existir, una vez que concluyó la misión de paz de la ONU que administró Timor Oriental entre 1999 y 2002 bajo una Administración de Transición, ya que este territorio logró su total independencia en aquella fecha y anteriormente se le consideraba como un territorio invadido y militarmente ocupado por Indonesia, por lo que en ningún momento se logró establecer su autogobierno y ejercer su derecho a la autodeterminación.

## Herencia cultural en Timor Oriental
Varios de los aspectos socioculturales heredados por los siglos de dominio portugués aún prevalecen en la sociedad timorense. El portugués timorense es la variante del portugués hablado en el país, el cual goza de estatus de idioma oficial a nivel constitucional.
La Iglesia católica en Timor Oriental es la religión mayoritaria profesada por los timorenses, bien arraigada al interior de la sociedad nacional. Los fieles católicos mantienen algunas tradiciones de la época colonial, como también otras han sido mezcladas con costumbres locales en un sincretismo religioso.

## Galería

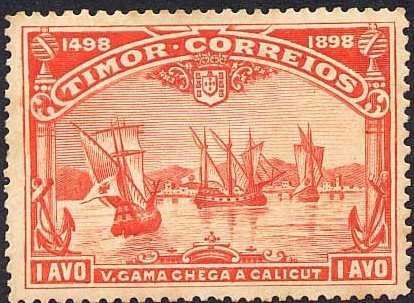
Sello de correos de la colonia portuguesa de Timor.1898
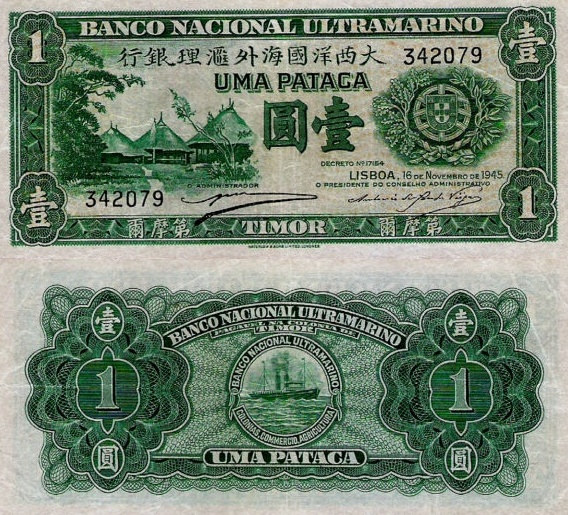
Billete de 1 pataca.1945
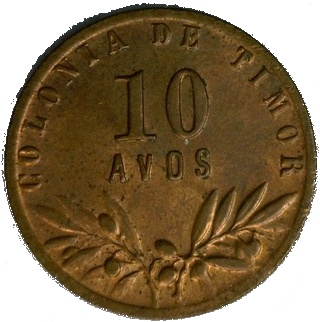
Moneda de 10 avos